# Aalborg (stad)
Aalborg (plaatselijke voorkeurspelling) of Ålborg (voorkeurspelling van de Deense Taalraad) is een havenstad in Denemarken met ca. 117.000 inwoners (2019). Het is de op drie na grootste stad van Denemarken, na Kopenhagen, Aarhus en Odense. Het is de hoofdstad van de regio Noord-Jutland en ligt aan de oostkant van de Limfjord, bij de verbinding van de Noordzee met het Kattegat. De stad is onderdeel van de gemeente Aalborg.

## Geschiedenis
De geschiedenis van Aalborg gaat meer dan 1000 jaar terug. Oorspronkelijk werd de stad door de Vikingen als handelspost gebruikt vanwege zijn gunstige ligging. De eerste vermelding van Aalborg onder zijn originele naam Alabu is gevonden op een muntstuk uit 1040.
Aalborg ontving stadsrechten in 1342. Tijdens de middeleeuwen bloeide Aalborg op en werd het een van de grootste steden in Denemarken. Deze welvaart werd verder vergroot toen Aalborg in 1516 een monopolie op zoute haring werd verleend.

## Geografie
De omgeving van Aalborg is typisch voor het noorden van Jutland. Ten westen van de stad verbreedt de Limfjord zich tot een onregelmatig meer, met lage, moerassige kusten en vele eilanden. In het noordwesten ligt een moeras.
Een spoorweg verbindt Aalborg met Hjørring, Frederikshavn en Skagen in het noorden, en met Aarhus en de spoorlijnen van Duitsland in het zuiden, evenals Kopenhagen in het oosten.

## Bezienswaardigheden

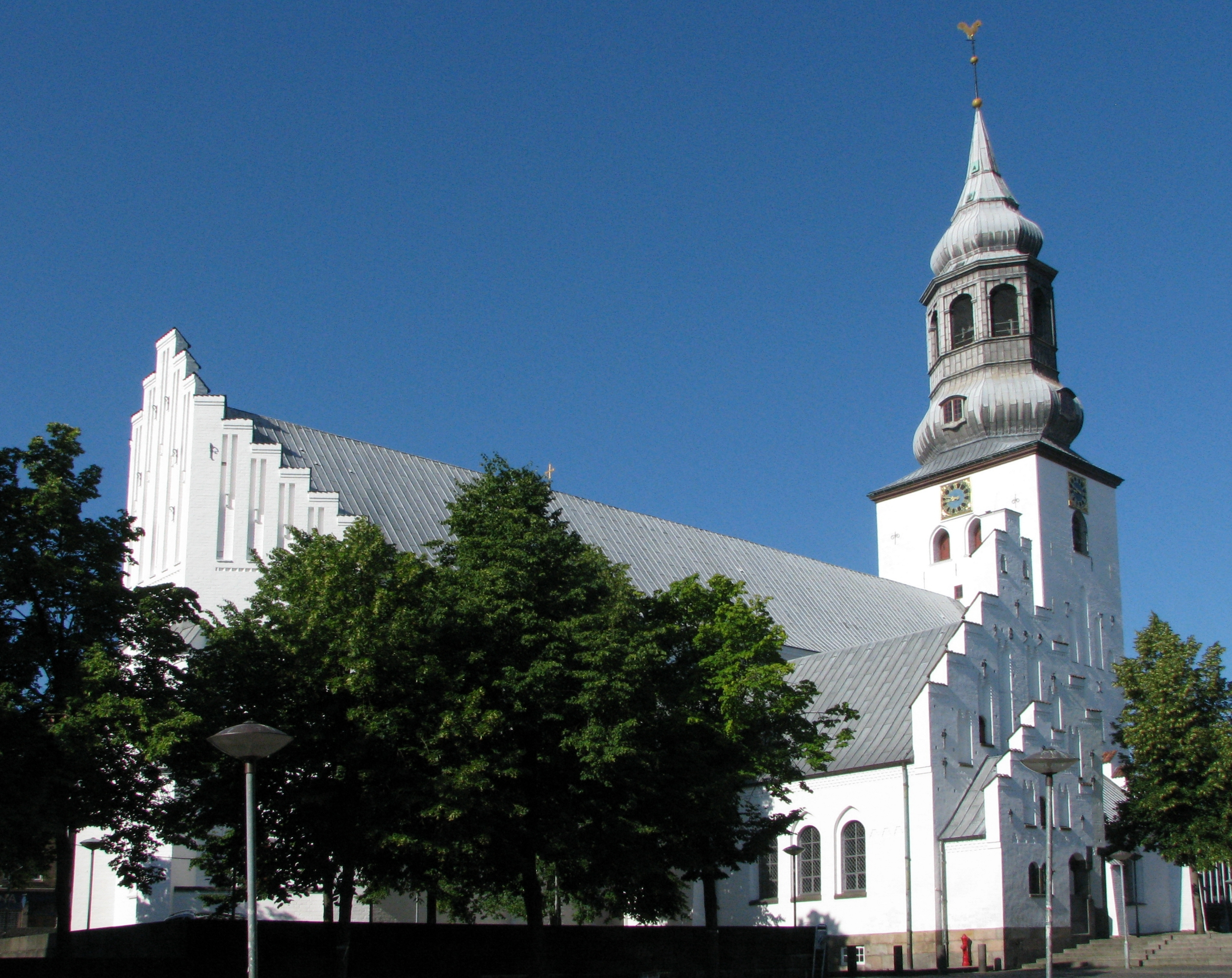
Noordzijde van de St. Budolfi

- Kathedraal van St. Budolfi (Aalborgs Domkirke Sct. Budolfi), zetel van de lutherse bisschop van de Deense Volkskerk

## Industrie
Aalborg is een groeiend industrieel en commercieel centrum. De voornaamste handelsproducten zijn vis en graan. Aalborg is daarnaast het centrum van de groeiende telecommunicatie-industrie.
Ook is het hoofdkantoor van Aalborg Industries hier gevestigd.

## Partnersteden
Aalborg onderhoudt stedenbanden met uiteenlopende steden:
- Almere, Nederland
- Antibes, Frankrijk (1967)
- Bodrum, Turkije
- Casablanca, Marokko
- Edinburgh, Verenigd Koninkrijk (1964)
- Fredrikstad, Noorwegen (1951)
- Fuglefjord, Faeröer (1987)
- Galway, Ierland (1997)
- Gdynia, Polen (1966)
- Haifa, Israël (1972)
- Hefei, China (1986)
- Husavik, IJsland (1966)
- Innsbruck, Oostenrijk (1967)
- Ittoqqortoormiit, Groenland (1963)
- Kaliningrad, Rusland (1994)
- Karlskoga, Zweden (1963)
- Lancaster, Verenigd Koninkrijk (1977)
- Nuuk, Groenland (2002)
- Poesjkin, Rusland (1971)
- Racine (Wisconsin), Verenigde Staten (1965)
- Rapperswil, Zwitserland (1968)
- Rendsburg, Duitsland (1967)
- Riga, Letland (1989)
- Riihimäki, Finland (1961)
- Solvang, Verenigde Staten (1971)
- Tulcea, Roemenië (1970)
- Varna, Bulgarije (1976)
- Vilnius, Litouwen (1979)
- Wismar, Duitsland (1961)

## Sport
In 2014 was Aalborg een van de vier speelsteden tijdens het EK handbal (mannen). De stad heeft een professionele voetbalvereniging genaamd Aalborg BK. De club speelt de wedstrijden in het Aalborg Portland Park en komt uit in de Deense Superligaen.

## Geboren in Aalborg
- Johan van Denemarken (1455-1513), koning van Denemarken, Noorwegen en Zweden en hertog van Sleeswijk en Holstein
- Børge Mogensen (1914-1972), meubelontwerper
- Henning Carlsen (1927-2014), filmregisseur, scenarist en producer
- Preben Kaas (1930-1981), acteur en komiek
- Wilfried Lieck (1945), Duits tafeltennisspeler
- Britta Thomsen (1954), politica
- Jes Høgh (1966), voetballer
- Kasper Hjulmand (1972), voetballer en voetbalcoach
- Ebbe Sand (1972), voetballer
- Peter Gade (1976), badmintonner
- Joachim Olsen (1977), atleet
- Mette Frederiksen, minister-president
- Thomas Bælum (1978), voetballer
- Bo Svensson (1979), voetballer
- Kasper Jensen (1982), voetballer
- Mads Christensen (1984), wielrenner
- Lasse Nielsen (1988), voetballer
- Kasper Kusk (1991), voetballer
- Lucas Andersen (1994), voetballer
- Mie Nielsen (1996), zwemster
- Cornelia Kramer (2002), voetbalster
- Sofie Lundgaard (2002), voetbalster